# Mansión de Adamova
La Mansión de Adamova (en letón: Adamovas muižas pils; en alemán: Adamhof; en polaco: Adamowa) es una casa señorial en la parroquia de Vērēmi, municipio de Rēzekne construida en 1851 en la región histórica de Latgale, en Letonia a orillas del lago Adamova.

## Historia
Existen registros de la mansión que datan de la primera mitad del siglo XVIII. Previamente perteneció a la familia noble von Korff de Curlandia. En 1866 era propiedad de Peter Nodhaft. En el siglo XIX, la mansión todavía pertenecía a Natalia Sergeyevna Zemchzhzhnikova (1841-1913), quien era la sobrina del príncipe Decembrista Yevgeny Petrovich Obolensky. Aproximadamente en 1898 la mansión fue adquirida por el General Karaulov. A principios del siglo XX, Elena Nikolaevna Karaulova tenía en posesión la propiedad.
Cuando tropas alemanas ocuparon Latgale en el invierno de 1918 en el curso de la I Guerra Mundial durante la operación Faustschlag, el Cuartel General de la 13.ª Brigada de las tropas de ocupación alemanas fue establecido en la Mansión de Adamova hasta 1919. La primera escuela, un orfanato, fue abierto en los terrenos de la Mansión de Adamova en 1940. Ahora se llama Escuela Internado de Adamova.

## Agua mineral
En 1905, un manantial mineral llamado Santa Helena fue descubierto en la Mansión de Adamova. El agua mineral ganó los máximos honores en las Exhibiciones de Londres en 1912 y París en 1913. En la actualidad ya no se encuentra ninguna fuente de agua mineral en la finca de Adamova.